# Костянтинівка (Приютівська селищна громада)
Костянти́нівка — село в Україні, у Приютівській селищній громаді Олександрійського району Кіровоградської області. Населення становить 491 осіб.

## Населення
Згідно з переписом УРСР 1989 року чисельність наявного населення села становила 562 особи, з яких 252 чоловіки та 310 жінок.
За переписом населення України 2001 року в селі мешкало 489 осіб.

### Мова
Розподіл населення за рідною мовою за даними перепису 2001 року:
| Мова       | Відсоток |
| ---------- | -------- |
| українська | 90,63 %  |
| російська  | 6,92 %   |
| угорська   | 1,63 %   |
| молдовська | 0,41 %   |
| білоруська | 0,20 %   |
| вірменська | 0,20 %   |

## Особистості
- Чорний Сергій Іванович (1886-1952) — полковник Армії УНР.